# Arumana no Kiseki
Arumana no Kiseki (アルマナの奇跡) est un jeu vidéo de plates-formes sorti en 1987 sur Famicom Disk System par Konami. Il est sorti seulement au Japon.
Le titre du jeu peut se traduire par « Le Miracle d'Arumana ».

## Scénario
Un bijou magique rouge, connu sous le nom de l'Arumana, est volé dans un village inconnu. Le voleur s'enfuit avec le bijou et transforme tout le village en pierre. Le héros du jeu doit pister le voleur et retrouver le bijou volé.

## Système de jeu
Le joueur dirige le héros qui doit traverser six niveaux caverneux à la recherche du bijou perdu. Il commence le jeu avec pour seule arme un couteau. Au cours de sa progression il peut trouver un nombre varié d'armes telles que des bombes, un pistolet, un boomerang, une boule qui détruit tout à l'écran, ou encore une masse. Il doit détruire de nombreuses créatures vivant dans les cavernes ainsi que leurs acolytes, qui parfois déposent des armes.
Le principal moyen de déplacement du héros est fort inhabituel. À côté de la marche et des petits sauts, comme dans la plupart des jeux de plate-forme, il doit également utiliser un grappin spécial permettant d'atteindre les plus hautes plates-formes. Pour rendre les choses un peu plus difficiles, le grappin peut seulement être lancé en diagonale. Ce mode de déplacement rappelle les jeux des concurrents de Konami de l'époque : Bionic Commando (de Capcom) et Rygar (de Tecmo).
Le jeu en lui-même évoque les aventures d'Indiana Jones. L'apparence du protagoniste n'est pas seulement presque identique à celle de l'aventurier Indiana Jones, mais la trame et les environnements caverneux du jeu, qui font penser que le personnage est à la recherche d'un ancien trésor, sont très proches de ses aventures.

## À noter
La romanisation correcte du nom du jeu est souvent sujet à controverse. Le mot « アルマナ » écrit en katakana, traduit pour cet article comme « Arumana », est un nom inventé pour nommer le bijou magique dans le jeu. Et comme le katakana « ル » peut être prononcé de différentes façons, le nom du bijou peut aussi bien traduit par « Armana », par « Alumana », ou encore « Almana ».
Comme Konami n'a jamais sorti ce jeu en dehors du Japon, toutes les traductions du mot citées précédemment sont techniquement correctes.